# Lost-Penis-Syndrom
Das Lost-Penis-Syndrom (engl. lost penis syndrome, in etwa für „Syndrom des verlorenen Penis“, abgekürzt LPS) bezeichnet das Ausbleiben einer befriedigenden genitalen Stimulation der Sexualpartner beim vaginalen Geschlechtsverkehr aufgrund einer dauerhaften Erweiterung der weiblichen Scheide. Infolgedessen spürt der Mann kaum Reibung und Gegendruck in der Scheide, woraus die Bezeichnung resultiert („der Penis fühlt sich wie im Niemandsland verloren an“). Nicht zuletzt, weil diese Situation wiederum zum Verlust der Erektion beim Mann führen kann, ist auch das Empfinden der Frau erheblich beeinträchtigt. Vielfach ist es beiden Partnern unmöglich, einen genitalen Orgasmus zu erreichen, was eine sexuelle Beziehung erheblich belasten und auch psychische Probleme bereiten kann.

## Begriffsherkunft
Der Begriff Lost-Penis-Syndrom war zunächst nicht medizinisch definiert, sondern stammt ursprünglich aus der englischen Umgangssprache zur Beschreibung der dadurch ausgelösten Probleme. Über Internetforen u. ä. gelangte der Begriff schließlich auch ins Deutsche, wo man indes umgangssprachlich bis heute – nicht ganz unzutreffend – auch von einem „ausgeleierten“ Beckenboden der Frau spricht. Als sexualmedizinisch-pathologische Entität wurde die Symptomatik erst in jüngster Zeit von der Wissenschaft aufgegriffen und als Syndrom definiert.

## Ursachen
Als anatomisch-funktionelle Ursachen des Lost-Penis-Syndroms gelten eine fehlende Rückbildung der im Zusammenhang mit Geburten gedehnten Scheidenwände sowie eine krankhafte Erschlaffung der weiblichen Beckenbodenmuskulatur, wie sie ebenfalls im Gefolge von (insbesondere mehrfachen) Geburten auftreten kann. Offensichtlich spielen hierbei auch erbliche Veranlagungen eine Rolle. Eine Erschlaffung des Beckenbodens kann jedoch auch unabhängig von Geburten vorliegen, etwa durch das Ausbleiben der Sexualhormonwirkungen nach der Menopause oder bei neurologischen Störungen, aber als Folge starker Gewichtszunahme. Darüber hinaus gibt es angeborene Formen des LPS. Nicht selten ist das LPS mit Harninkontinenz bei der Frau kombiniert. Da Störungen der sexuellen Funktion erheblich schambesetzt sind, ist die Dunkelziffer der Erkrankung wahrscheinlich hoch. Wissenschaftlich anerkannt ist jedenfalls, dass es sich um ein nicht nur ausnahmsweise auftretendes Phänomen handelt, und dass es nicht selten andere sexuelle Dysfunktionen, auch auf Seiten des Partners, nach sich ziehen kann bzw. mit ihnen kombiniert ist. Nach der Ätiologie lassen sich vier Untertypen des Syndroms identifizieren; demzufolge gibt es ein anatomisch bzw. funktionell verursachtes, verhaltensbedingtes, psychopathologisches und iatrogenes LPS, wobei natürlich auch Mischformen existieren.

## Therapie
Die Therapie erfolgt in Abhängigkeit vom jeweiligen Untertyp und umfasst ein breites Spektrum von Maßnahmen. Als wesentlich wird eine Tonussteigerung des Beckenbodens angesehen, was durch Beckenbodentraining, aber gegebenenfalls auch durch plastisch-chirurgische Maßnahmen mit Straffung der Muskulatur und der Haltebänder geschehen kann. Auch die zusätzliche medikamentöse Therapie des männlichen Partners (z. B. mit Phosphodiesterasehemmern oder Testosteron) kann im Einzelfall zielführend sein. Bisweilen ist eine flankierende Psychotherapie zweckmäßig.
Abseits einer chronischen Störung kann das Lost-Penis-Syndrom auch vorübergehend auftreten. Eine harmlose Erschlaffung der Muskulatur nach akuter Überbeanspruchung ist aber prinzipiell von einer pathologischen Dysfunktion verschieden, wenngleich umgangssprachlich nicht immer ein Unterschied gemacht wird.